# 異形：地球
《異形：地球》（英語：Alien: Earth）是一部2025年發行的科幻恐怖電視影集，該劇集由諾亞·霍利執導皆編劇，基於《異形》系列電影。該劇被視為1979年電影《異形》的前傳，故事時間線設定在該電影事件發生的兩年前。主演陣容包含西德尼·錢德勒、亞歷克斯‧勞瑟、薩繆爾·布倫金、艾絲·戴維斯和阿達什·古拉夫。
該劇由第二十電視公司與史考特自由製片公司聯合製作，於2025年8月12日同時在美國FX的Hulu平台和國際地區的Disney+星級專區上線。

## 劇情大綱
2120年，在一艘神秘的太空船墜落地球後，一名年輕女性率領的臨時隊伍意外發現了一項最致命的威脅。

## 演員
- 西德尼·錢德勒（英语：Sydney Chandler） 飾 溫蒂（Wendy）[2]
- 蒂莫西·奥利芬特 飾 基爾什（Kirsh）[2]
- 亞歷克斯‧勞瑟（英语：Alex Lawther） 飾 CJ[2]
- 薩繆爾·布倫金（英语：Samuel Blenkin） 飾 Boy Kavalier[2]
- 艾絲·戴維斯（英语：Essie Davis） 飾 Dame Silvia[3]
- 阿達什·古拉夫（英语：Adarsh Gourav） 飾 Slightly[3]
- 基特·楊（英语：Kit Young） 飾 Tootles[4]
- 大衛·里斯達爾[2]
- 巴布·希賽（英语：Babou Ceesay）[5]
- 喬納森·阿賈伊（英语：Jonathan Ajayi）[5]
- 埃拉娜·詹姆斯（英语：Erana James）[5]
- 莉莉·紐馬克（英语：Lily Newmark）[5]
- 狄姆·卡蜜兒[5]
- 亞德里恩·埃德蒙森（英语：Adrian Edmondson）[5]

### 常規
- 莫·巴埃爾（英语：Moe_Bar-El）[6]
- 桑德拉·易·森辛迪弗（英语：Sandra_Yi_Sencindiver）[7]

## 集數
| 集數 | 標題     | 導演                | 編劇                         | 首播日期      | 美國收視人數 （百萬） |
| ---- | -------- | ------------------- | ---------------------------- | ------------- | --------------------- |
| 1    | 夢幻島   | 諾亞·霍利           | 諾亞·霍利                    | 2025年8月12日 | 0.589                 |
| 2    | 十月先生 | 達納·岡薩勒斯       | 諾亞·霍利                    | 2025年8月12日 | 0.380                 |
| 3    | [ 11 ]   | 達納·岡薩勒斯       | 諾亞·霍利、鮑伯·迪勞倫提斯   | 2025年8月19日 | 待定                  |
| 4    | [ 12 ]   | 烏格拉·豪克斯多提爾 | 諾亞·霍利、波巴克·埃斯法賈尼 | 2025年8月26日 | 待定                  |
| 5    | [ 13 ]   | 諾亞·霍利           | 諾亞·霍利                    | 2025年9月2日  | 待定                  |
| 6    | [ 14 ]   | 烏格拉·豪克斯多提爾 | 諾亞·霍利、麗莎·隆恩         | 2025年9月9日  | 待定                  |
| 7    | 待公佈   | 待定                | 諾亞·霍利、瑪麗亞·梅爾尼克   | 2025年9月16日 | 待定                  |
| 8    | 待公佈   | 待定                | 諾亞·霍利、米吉齊·潘索諾     | 2025年9月23日 | 待定                  |

## 製作
2019年2月，《Bloody Disgusting》報導，兩部《異形》電視劇正在開發中，一部是迷你動畫影集《異形：孤立》，另一部是由雷利·史考特製作的真人劇集，計劃在FX的Hulu平台播出。
2020年12月，在迪士尼投資者日的演講中，後者的電視項目正式宣布進入開發階段，諾亞·霍利擔任總製片人，史考特作為執行製片人，設定在不久的未來的地球。 2022年2月17日，《好萊塢報道》揭露該劇將是1979年電影《異形》事件之前的前傳。霍利本人確認該劇將更融入1979年原版電影的風格，而非前傳電影《普羅米修斯》（2012）和《異形：聖約》（2017）的調性。2023年4月，蘭德格拉夫（Landgraf）表示該劇已進入「積極前期製作」階段
。

### 選角
2023年5月，西德尼·錢德勒被選為主角，隨後在7月，亞歷克斯‧勞瑟、薩繆爾·布倫金、艾絲·戴維斯和阿達什·古拉夫加入了劇組。2023年11月，蒂莫西·奥利芬特和大衛·里斯達爾也被宣布加入劇組。

### 拍攝
劇集的主要拍攝計劃於2022年3月開始，但由於2019冠状病毒病疫情推遲了拍攝進程。2023年7月19日，劇集的製作在泰國正式開始。由於該劇的英國演員是在《Equity》合約下工作，因此拍攝（未包含西德尼·錢德勒的參與）得以在2023年SAG-AFTRA大罷工期間繼續進行。但在8月末，拍攝因罷工暫停。拍攝於2024年4月恢復，並於7月中旬完成。史蒂夫·安尼斯（Steve Annis）擔任本劇的攝影指導。

## 發行
2024年8月，劇集的16秒預告片在《異形：羅穆路斯》的部分放映中亮相，宣布將在2025年上映。

## 外部連結
- 官方网站
- 互联网电影数据库（IMDb）上《異形：地球》的资料（英文）